# Likėnai

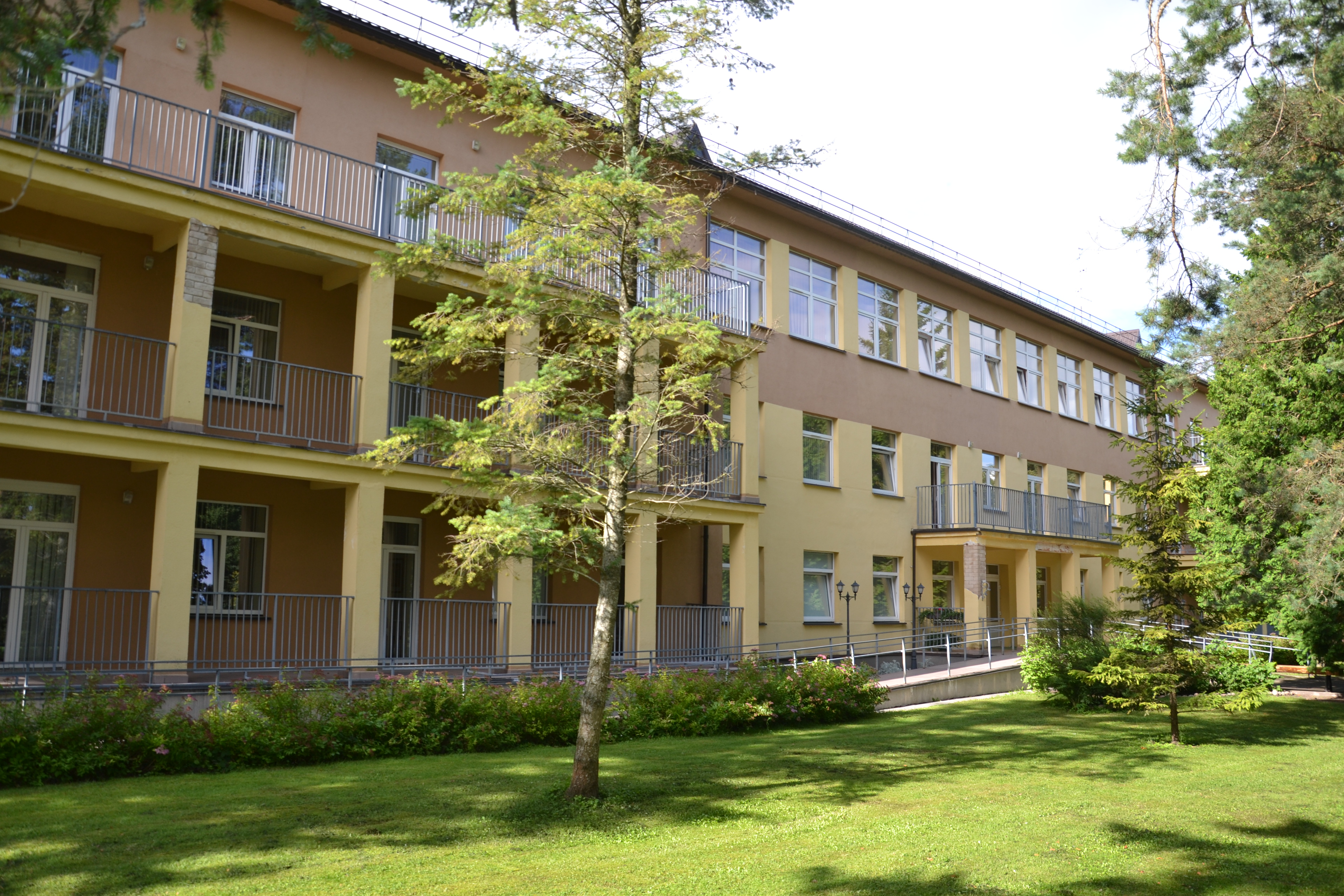
Krankenhaus in Likėnai

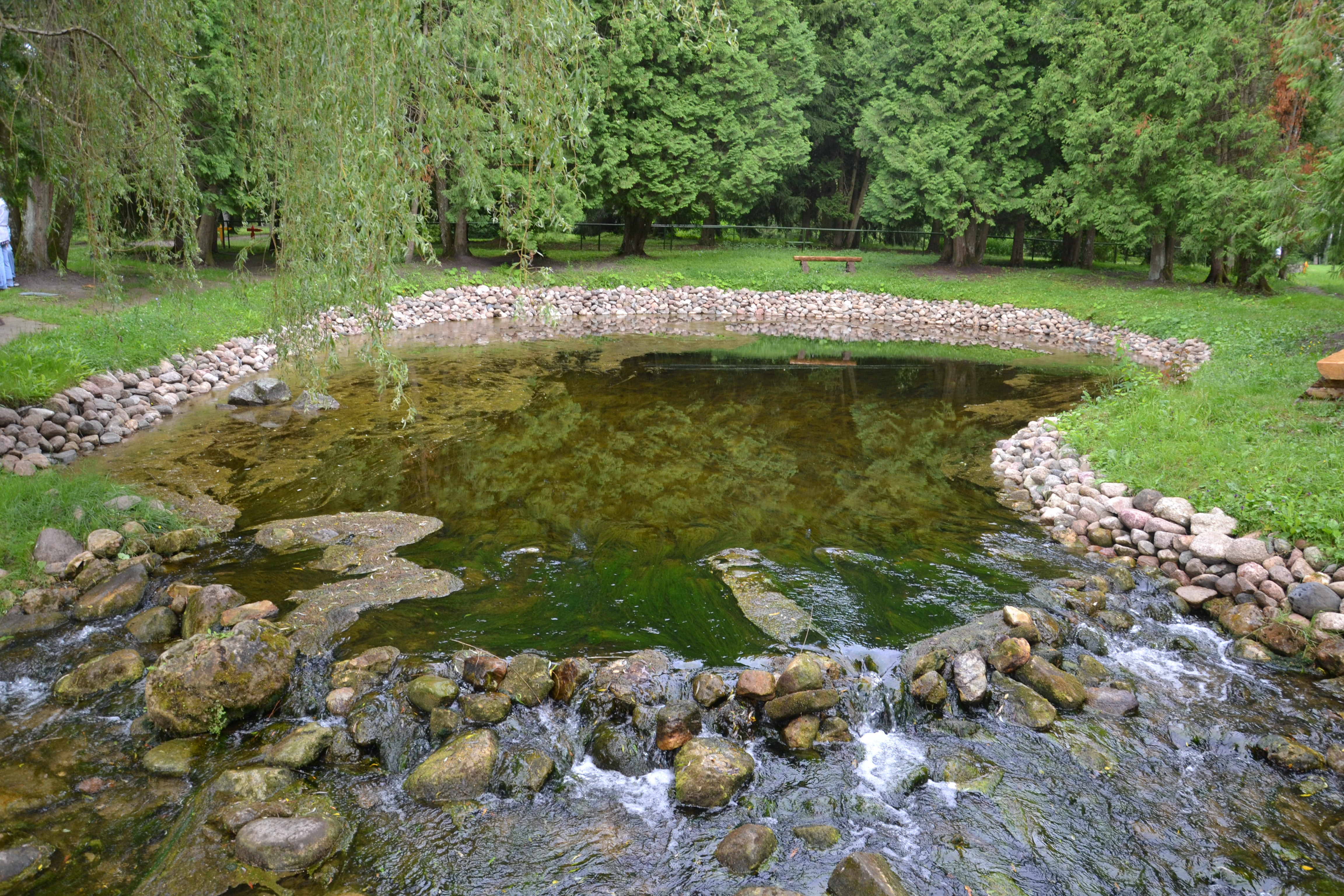
Smardonė-Quelle im Territorium des Krankenhauses

Likėnai (um 1600 Zlukcin oder Lukicny, um 1806 Lukjany, 1843 Smordon und 1915 Lukiany) (deutsch: Langeningken) ist ein Kurort im nördlichen Litauen im Kreis Biržai. 
Es gibt Sanatorien mit Bad und Schlammbehandlung: VšĮ Likėnų reabilitacijos ligoninė (Rehabilitationskrankenhaus mit 200 Plätzen, neben dem Haus gibt es einen 10 ha Park) und Likėnų sanatorija. Das Mineralwasser hat einen hohen Gehalt an Kalzium, Magnesium, Schwefel, Chlor.
Man sagt, dass Likėnai ein Kurort ist, in dem mit Mineralwasser und Bier geheilt wird.

## Geschichte
Die erste Kuranstalt wurde 1938 in Likėnai gebaut. 1948 eröffnete ein Sanatorium zur Behandlung von Rückenkrankheiten und -beschwerden. 
Nach Erklärung der Unabhängigkeit Litauens wurde Likėnai teilweise vergessen. Der Grund liegt in der Konkurrenz mit modernen und komplexen Wellness-Zentren in Druskininkai und Palanga. 